# Tân Tri
Tân Tri là một xã thuộc tỉnh Lạng Sơn, Việt Nam.

## Địa lý
Xã Tân Tri có diện tích 69,96 km², dân số năm 1999 là 4.082 người, mật độ dân số đạt 58 người/km².
Năm 2017, xã có 1.023 hộ, 4.618 nhân khẩu. Trong đó dân tộc Tày là 613 hộ, Dao là 407 hộ, Kinh 3 hộ.
Theo thống kê năm 2019, xã Tân Tri có diện tích 69,96 km², dân số là 4.305 người, mật độ dân số đạt 62 người/km².

## Hành chính
Xã Tân Tri được chia thành 16 thôn: Khau Bao, Vũ Thắng A, Vũ Thắng B, Nà Càng, Ngọc Lâu, Pò Đồn, Long Bài, Bản Hoàng, Yên Mỹ, Thâm Phè, Bắc Mỏ, Minh Sơn, Thâm Xi, Bình An, Suối Tín, Suối Tát.